# Letalnica

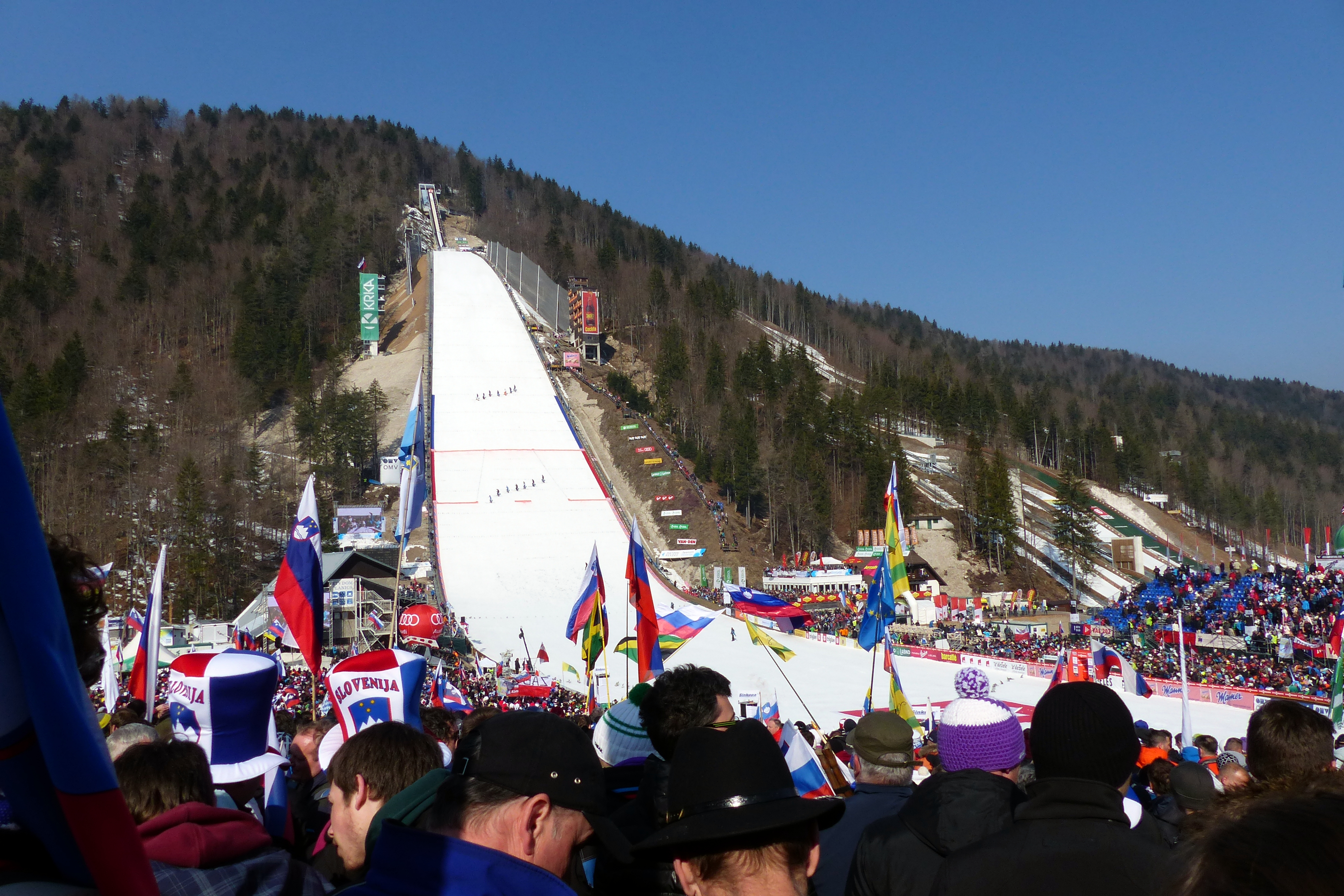
Skocznia podczas konkursu

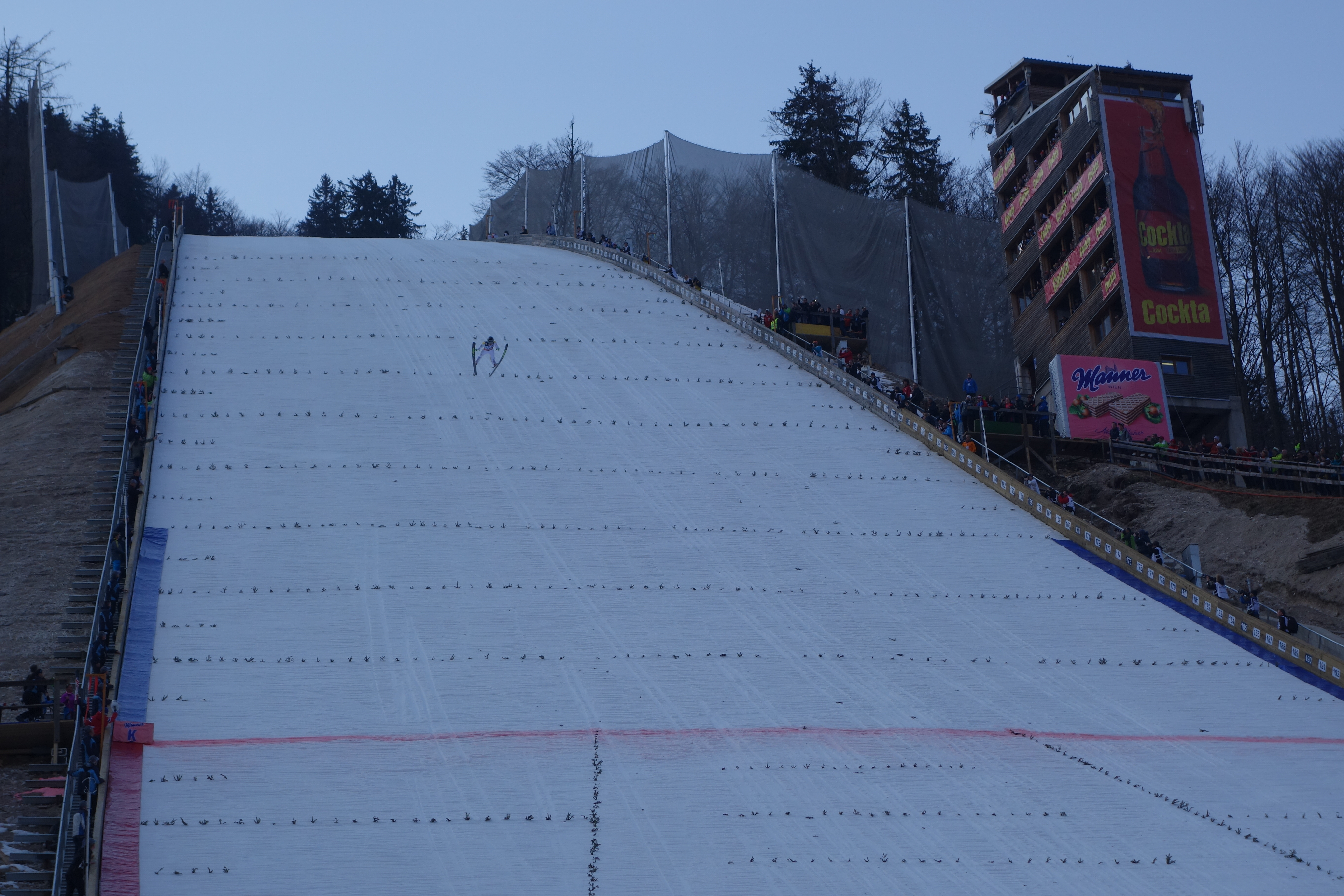
Letalnica podczas finałowych zawodów PŚ w 2015 roku

Letalnica braci Gorišków (do 2004 r. Velikanka, pol. Olbrzymka) – mamucia skocznia narciarska o punkcie konstrukcyjnym K200 i rozmiarze HS 240, zlokalizowana nieopodal wsi Rateče (gmina Kranjska Gora) w dolinie Planica w Alpach Julijskich w Słowenii, otwarta w 1969 r. Wspólnie z Vikersundbakken w norweskim Vikersundzie jest największą skocznią narciarską świata pod względem rozmiaru (HS).
Nazwana na cześć jej konstruktorów – braci Vlada i Janeza Gorišków, dla odróżnienia od usytuowanej tuż obok Bloudkovej velikanki. W 2004 r. zmieniono jej nazwę z Velikanka na Letalnica (pol. Skocznia do lotów narciarskich).
Ze względu na warunki atmosferyczne panujące w dolinie Planica rozgrywanie konkursów na Letalnicy możliwe jest wyłącznie w godzinach przedpołudniowych. Wówczas, przy słonecznej pogodzie, pojawia się wiatr wiejący ze wschodu o sile w granicach 2–3 m/s. Skocznia jest wyposażona w zasłony przeciwwietrzne z możliwością ich zamykania. Na skocznia ustanowiono 29 rekordów świata w długości skoku (lotu) narciarskiego.

## Historia
4 lutego 1934 otwarto w Planicy pierwszą na świecie mamucią skocznię narciarską o punkcie konstrukcyjnym K90 według projektu Ivana Rožmana. Jej kolejne rozbudowy projektował oraz nadzorował Stanko Bloudek, a po jego śmierci dzieło to kontynuowali bracia Vlado i Janez Goriškowie. W połowie lat 60. XX wieku – ze względów technicznych – dalsza rozbudowa obiektu okazała się niemożliwa, zatem by utrzymać prymat pod względem wielkości skoczni na świecie koniecznym było zbudowanie skoczni w innym miejscu. Nową Velikankę K153 wzniesiono w latach 1967–1968 niedaleko Bloudkovej velikanki, więc od tamtej pory istniały w Planicy dwie Velikanki – większa braci Gorisków i mniejsza Bloudka. Do 2004 r. obie nazywały się podobnie (Velikanka oraz Bloudkova velikanka).

### 1969: Otwarcie skoczni
6 marca 1969 – na dwa tygodnie przed oficjalnym otwarciem – krótko po godzinie 14, Miro Oman oddał pierwszy skok na nowej Velikance, lądując na 135 metrze. Natomiast uroczyste otwarcie i pierwsze oficjalne zawody odbyły się na niej 21 marca 1969. Był to inauguracyjny konkurs 3-dniowego Tygodnia Lotów Narciarskich KOP, w którym wystartowało 60 zawodników z 15 państw, a zwycięzcą został Jiří Raška. Ustanowiono podczas niego aż pięć rekordów świata, ostatni z nich był autorstwa Manfreda Wolfa i wynosił 165 metrów.

### 1985: Rekordowa wizyta 150 tys. osób
W 1984 r. z okazji 50-lecia Planicy komitet organizacyjny podjął decyzję o modernizacji skoczni. Latem i jesienią 1984 r. Przeprowadzono poważniejsze prace remontowe, a na budowie pod dowództwem braci Gorišek pomagali pracownicy armii jugosłowiańskiej, ochotnicy i różne organizacje robocze. Wykopano 1500 metrów sześciennych materiału i wprowadzono do strefy lądowania. Wydobyli również 300 metrów sześciennych materiału z najazdu. Starą drewnianą wieżę zastąpiono stalową, a stół startowy cofnięto o pięć metrów.
W 1985 r. w Planicy odbyły się ósme Mistrzostwa Świata w lotach narciarskich, z najwyższym w historii rekordem frekwencji na poziomie 150 000 osób i rekordem 80 000 osób w jednym wydarzeniu. Podczas imprezy zostały ustanowione trzy rekordy świata: Mike Holland (186 metrów) i Matti Nykänen (187 i 191 metrów). Nykänen zdobył również mistrzostwo świata.

### 1987: Ostatni rekord świata w stylu równoległym
13 marca 1987 Andreas Felder na oficjalnym treningu skoczył 192 metrów, ale przy okazji poślizgnął ręką na śniegu. Następnego dnia, podczas zawodów Pucharu Świata na Velikance, rekord świata 194 metrów w długości skoku ustanowił Polak – Piotr Fijas, runda została odwołana i powtórzona zaraz po tym skoku, w którym Felder skoczył 191 metrów. Rezultat ten nie został pobity przez następne siedem lat. Jest to zarazem do dziś najdłuższy skok w historii tej dyscypliny oddany w stylu klasycznym 15 marca 1987 roku, ostatniego dnia, Vegard Opaas skoczył 193 metry, runda została odwołana zaraz po tym skoku.

### 1991: Najdłuższy skok w stylu równoległym w historii
23 marca 1991 André Kiesewetter skoczył 196 metrów, ale dotknął ziemi. Jest to najdłuższy skok w stylu równoległym w historii. Następnego dnia, 24 marca 1991 Ralf Gebstedt skoczył 190 metrów i wygrał zawody. Były to ostatnie zawody w Jugosławii, ponieważ 25 czerwca 1991 Słowenia ogłosiła niepodległość.

### 1994: Przerwana 200-metrowa bariera
Przed Mistrzostwami Świata w Lotach 1994 skocznia została przebudowana (podniesiono i cofnięto próg skoczni o 10 metrów). Przebudowa ta umożliwiła przekroczenie nieosiągalnej dotychczas bariery 200 metrów. 17 marca 1994 pierwszy ustany skok powyżej 200 metrów oddał Toni Nieminen, lądując na 203 metrze (wcześniej Austriak Andreas Goldberger skoczył 202 metry, jednak upadł przy lądowaniu).
Następnego dnia Christof Duffner podczas oficjalnego treningu osiągnął 207 metrów, jednak skoku nie ustał. Później tego samego dnia Espen Bredesen ustanowił trzeci rekord świata lądując na 209 metrze.

### 1997: Peterka spowodował manię skoków narciarskich w Słowenii
W 1997 r. Słowenię ogarnęło wielkie poruszenie, ponieważ Primož Peterka walczył o pierwszą w historii tego kraju wygraną w klasyfikacji generalnej Pucharu Świata. W sumie w ciągu trzech dni na obiekcie zgromadziło się 130 000 osób, z czego ponad 70 000 tylko w decydującą sobotę, kiedy to Espen Bredesen i Lasse Ottesen ustanowili odpowiednio dwa rekordy świata (210 i 212 metrów). Peterka zdobył Kryształową Kulę za sezon 1996/97. Impreza ta zgromadziła drugą pod względem liczebności widownię w historii Planicy i otrzymała najwyższe oceny telewizyjne w historii Słowenii.
W 2000 r. w Planicy odbyły się pierwsze w historii zawody drużynowe w lotach narciarskich. Ustanowiono także dwa rekordy świata; Thomas Hörl osiągnął 224,5 metra, a Andreas Goldberger 225 metrów.

### 2005: Super niedziela z czterema rekordami świata
20 marca 2005 rekord skoczni był bity czterokrotnie. Ostatecznie skokiem na odległość 239 metrów nowy rekord ustanowił Bjørn Einar Romøren. Jednak najdłuższy skok na tym obiekcie oddał Janne Ahonen, który tego samego dnia uzyskał 240 metrów, jednak upadł i próba ta nie została zaliczona jako skok rekordowy. Zawody te zostały uznane przez obserwatorów, a w szczególności przez media, za jedne z najbardziej emocjonujących zawodów w historii skoków narciarskich.
W 2009 r., przed Mistrzostwami Świata w Lotach 2010, profil zeskoku został zmodernizowany.

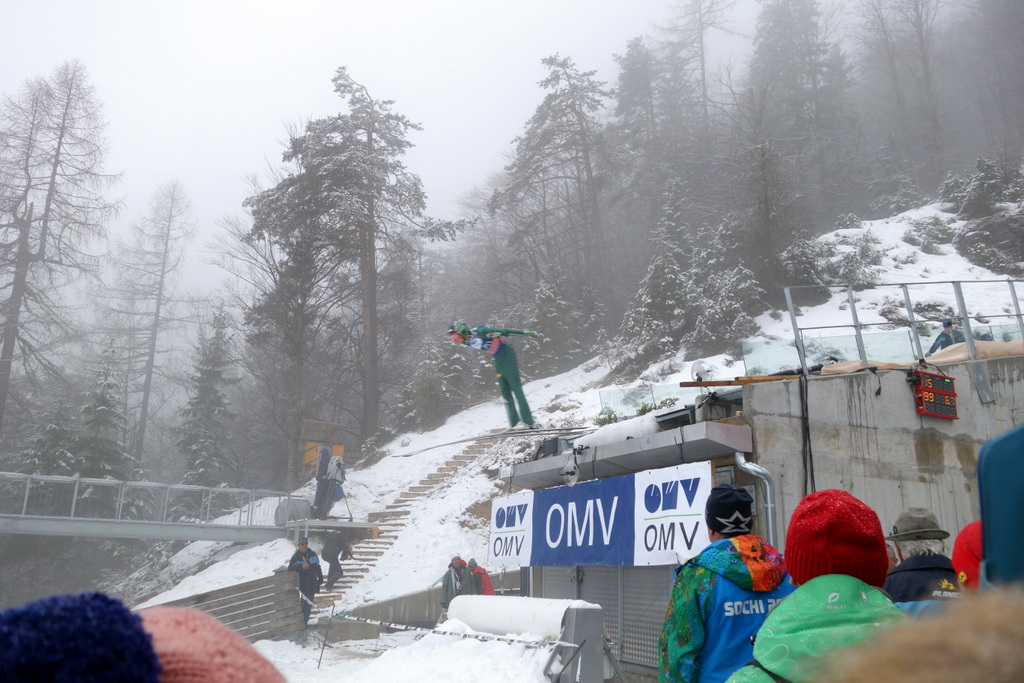
Skocznia, widok z góry

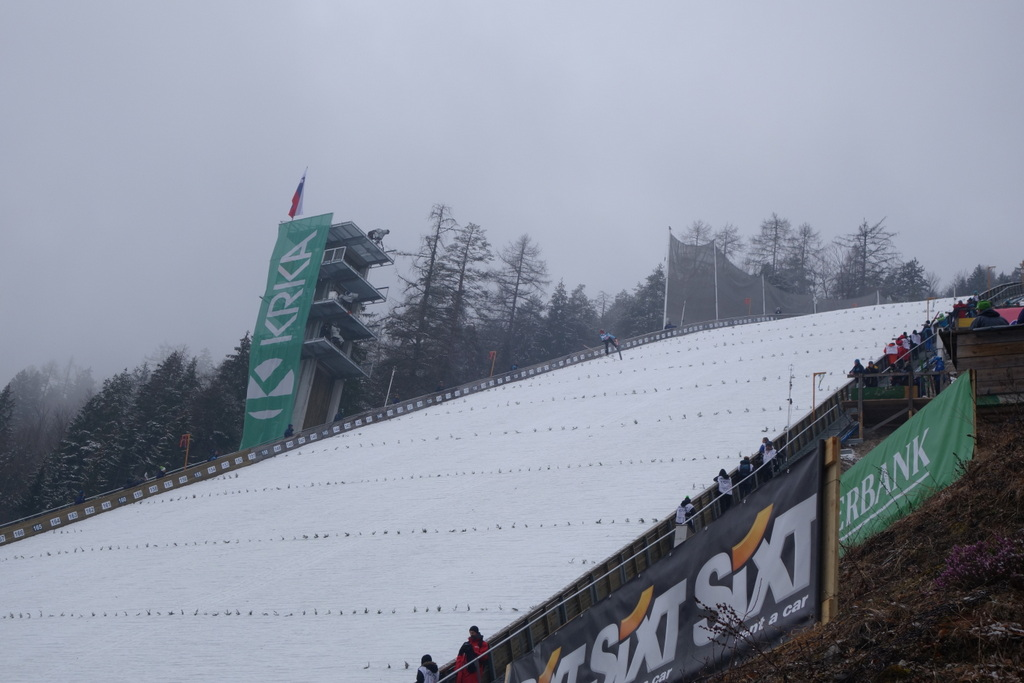
Zeskok skoczni

Do przebudowy Vikersundbakken w 2011 r. Letalnica była największą skocznią narciarską i jednocześnie jedyną skocznią na świecie umożliwiającą oddawanie skoków na odległości przekraczające 230 metrów.
W sezonie 2013/14 po raz pierwszy od 16 lat nie został zorganizowany konkurs na tej skoczni, zawody zostały przeniesione na Bloudkovą velikankę, gdzie po raz ostatni zawody PŚ odbywały się w sezonie 1997/98.

### Przebudowa (2013/2015) / Nordijski center Planica
Latem 2013 r. rozpoczęła się kolejna przebudowa Letalnicy w ramach powstającego kompleksu sportowego Nordijski center Planica, otwartego 11 grudnia 2015. Przebudowa tej skoczni objęła budowę nowej wieży najazdowej (próg jest umiejscowiony 5 metrów wyżej i cofnięty o ok. 10 metrów), zmianę profilu zeskoku oraz budowę nowej wieży dla kamer. Przebudowę zakończono w lutym 2015 r., a w jej wyniku możliwe są skoki 250-metrowe. Po przebudowie punkt konstrukcyjny wynosi 200 metrów, a rozmiar skoczni – 240 metrów.
Pierwsze zawody na przebudowanej Letalnicy odbyły się w dniach 20–22 marca 2015. 20 marca 2015 nowy rekord skoczni ustanowił Peter Prevc, uzyskując 248,5 m. 25 marca 2017 Stefan Kraft ustanowił rekord skoczni, skacząc na odległość 251 m. W następnym skoku Kamil Stoch poprawił ten rekord o pół metra, jednocześnie ustanawiając nieoficjalny rekord Polski w długości lotu.
W związku z nowymi przepisami Międzynarodowej Federacji Narciarskiej w sezonie 2017/18 został zmieniony rozmiar skoczni z 225 na 240 m.
Mistrzostwa świata w lotach narciarskich 2020 były pierwszymi zawodami na Letalnicy rozgrywanymi przy sztucznym oświetleniu.
Od 30 marca 2025 rekordzistą skoczni jest Domen Prevc, który uzyskał 254,5 m. Skokiem tym ustanowił rekord świata FIS w długości lotu narciarskiego.

## Parametry skoczni
- Punkt konstrukcyjny: 200 m
- Wielkość skoczni (HS): 240 m
- Długość najazdu: 133.8 m
- Nachylenie najazdu: 35.1°
- Nachylenie progu: 11°-11.5°
- Długość progu: 8.00 m
- Wysokość progu: 2.93 m
- Nachylenie zeskoku: 35.6°/33.2°/30.6°

## Lista triumfatorów konkursów TLN, PŚ i MŚwLN
| Data                                                             | Rok                              | Skocznia                         | 1. miejsce                                                                      | 2. miejsce                                                            | 3. miejsce                                                                                 |
| ---------------------------------------------------------------- | -------------------------------- | -------------------------------- | ------------------------------------------------------------------------------- | --------------------------------------------------------------------- | ------------------------------------------------------------------------------------------ |
| ↓ K.O.P. Tydzień Lotów Narciarskich ↓                            |                                  |                                  |                                                                                 |                                                                       |                                                                                            |
| 21–23 marca                                                      | 1969                             | K153                             | Jiří Raška                                                                      | Bjorn Wirkola                                                         | Manfred Wolf                                                                               |
| ↓ 1. Mistrzostwa Świata w Lotach Narciarskich ↓                  |                                  |                                  |                                                                                 |                                                                       |                                                                                            |
| 26 marca 1972                                                    | 1972                             | K165                             | Walter Steiner                                                                  | Heinz Wosipiwo                                                        | Jiří Raška                                                                                 |
| ↓ K.O.P. Tydzień Lotów Narciarskich ↓                            |                                  |                                  |                                                                                 |                                                                       |                                                                                            |
| 15–17 marca                                                      | 1974                             | K165                             | Walter Steiner                                                                  | Esko Rautionaho                                                       | Dag Fossum                                                                                 |
| 18–20 marca                                                      | 1977                             | K165                             | Reinhold Bachler                                                                | Thomas Meisinger                                                      | Ladislav Jirásko                                                                           |
| ↓ 5. Mistrzostwa Świata w Lotach Narciarskich ↓                  |                                  |                                  |                                                                                 |                                                                       |                                                                                            |
| 17–18 marca                                                      | 1979                             | K165                             | Armin Kogler                                                                    | Axel Zitzmann                                                         | Piotr Fijas                                                                                |
| ↓ 8. Mistrzostwa Świata w Lotach Narciarskich ↓                  |                                  |                                  |                                                                                 |                                                                       |                                                                                            |
| 16–17 marca                                                      | 1985                             | K185                             | Matti Nykänen                                                                   | Jens Weißflog                                                         | Pavel Ploc                                                                                 |
| ↓ Puchar Świata ↓                                                |                                  |                                  |                                                                                 |                                                                       |                                                                                            |
| 14 marca                                                         | 1987                             | K185                             | Andreas Felder                                                                  | Ole Gunnar Fidjestol                                                  | Thomas Klauser                                                                             |
| 15 marca                                                         | 1987                             | K185                             | Ole Gunnar Fidjestol                                                            | Matjaž Zupan                                                          | Piotr Fijas                                                                                |
| 23 marca                                                         | 1991                             | K185                             | Staffan Tällberg                                                                | Stefan Zünd                                                           | André Kiesewetter                                                                          |
| 24 marca                                                         | 1991                             | K185                             | Ralf Gebstedt                                                                   | Stefan Horngacher                                                     | Dieter Thoma                                                                               |
| ↓ 12. Mistrzostwa Świata w Lotach Narciarskich = Puchar Świata ↓ |                                  |                                  |                                                                                 |                                                                       |                                                                                            |
| 19 marca                                                         | 1994                             | K185                             | zawody odwołane z powodu zbyt silnego wiatru                                    | zawody odwołane z powodu zbyt silnego wiatru                          | zawody odwołane z powodu zbyt silnego wiatru                                               |
| 20 marca                                                         | 1994                             | K185                             | Jaroslav Sakala                                                                 | Espen Bredesen                                                        | Roberto Cecon                                                                              |
| Mistrzostwa Świata (19–20 marca)                                 | Mistrzostwa Świata (19–20 marca) | Mistrzostwa Świata (19–20 marca) | Jaroslav Sakala                                                                 | Espen Bredesen                                                        | Roberto Cecon                                                                              |
| ↓ Puchar Świata ↓                                                |                                  |                                  |                                                                                 |                                                                       |                                                                                            |
| 22 marca                                                         | 1997                             | K185                             | Takanobu Okabe                                                                  | Kazuyoshi Funaki                                                      | Jani Soininen                                                                              |
| 23 marca                                                         | 1997                             | K185                             | Akira Higashi                                                                   | Primož Peterka                                                        | Lasse Ottesen                                                                              |
| 19 marca                                                         | 1999                             | K185                             | Martin Schmitt                                                                  | Kazuyoshi Funaki                                                      | Christof Duffner                                                                           |
| 20 marca                                                         | 1999                             | K185                             | Hideharu Miyahira                                                               | Martin Schmitt                                                        | Noriaki Kasai                                                                              |
| 21 marca                                                         | 1999                             | K185                             | Noriaki Kasai                                                                   | Hideharu Miyahira                                                     | Martin Schmitt                                                                             |
| 18 marca                                                         | 2000                             | K185                             | Niemcy                                                                          | Finlandia                                                             | Japonia                                                                                    |
| 19 marca                                                         | 2000                             | K185                             | Sven Hannawald                                                                  | Janne Ahonen                                                          | Andreas Goldberger                                                                         |
| 17 marca                                                         | 2001                             | K185                             | Finlandia                                                                       | Austria                                                               | Japonia                                                                                    |
| 18 marca                                                         | 2001                             | K185                             | Martin Schmitt                                                                  | Risto Jussilainen                                                     | Tommy Ingebrigtsen                                                                         |
| 23 marca                                                         | 2002                             | K185                             | Finlandia                                                                       | Niemcy                                                                | Austria                                                                                    |
| 24 marca                                                         | 2002                             | K185                             | zawody odwołane z powodu złych warunków pogodowych                              | zawody odwołane z powodu złych warunków pogodowych                    | zawody odwołane z powodu złych warunków pogodowych                                         |
| 21 marca                                                         | 2003                             | K185                             | Finlandia                                                                       | Norwegia                                                              | Austria                                                                                    |
| 22 marca                                                         | 2003                             | K185                             | Matti Hautamäki                                                                 | Adam Małysz                                                           | Martin Höllwarth                                                                           |
| 23 marca                                                         | 2003                             | K185                             | Matti Hautamäki                                                                 | Sven Hannawald                                                        | Hideharu Miyahira                                                                          |
| ↓ 17. Mistrzostwa Świata w Lotach Narciarskich ↓                 |                                  |                                  |                                                                                 |                                                                       |                                                                                            |
| 20–21 lutego                                                     | 2004                             | K185                             | Roar Ljokelsoy                                                                  | Janne Ahonen                                                          | Tami Kiuru                                                                                 |
| 22 lutego                                                        | 2004                             | K185                             | Norwegia                                                                        | Finlandia                                                             | Austria                                                                                    |
| ↓ Puchar Świata ↓                                                |                                  |                                  |                                                                                 |                                                                       |                                                                                            |
| 19 marca                                                         | 2005                             | HS215                            | Matti Hautamäki                                                                 | Andreas Widhölzl                                                      | Bjorn Einar Romoren                                                                        |
| 20 marca                                                         | 2005                             | HS215                            | Bjorn Einar Romoren                                                             | Roar Ljokelsoy                                                        | Andreas Widhölzl                                                                           |
| 18 marca                                                         | 2006                             | HS215                            | Bjorn Einar Romoren                                                             | Roar Ljokelsoy                                                        | Martin Koch                                                                                |
| 19 marca                                                         | 2006                             | HS215                            | Janne Happonen                                                                  | Martin Koch                                                           | Robert Kranjec                                                                             |
| 23 marca                                                         | 2007                             | HS215                            | Adam Małysz                                                                     | Simon Ammann                                                          | Jernej Damjan                                                                              |
| 24 marca                                                         | 2007                             | HS215                            | Adam Małysz                                                                     | Anders Jacobsen                                                       | Martin Koch                                                                                |
| 25 marca                                                         | 2007                             | HS215                            | Adam Małysz                                                                     | Simon Ammann                                                          | Martin Koch                                                                                |
| 14 marca                                                         | 2008                             | HS215                            | Gregor Schlierenzauer                                                           | Janne Ahonen                                                          | Bjorn Einar Romoren                                                                        |
| 15 marca                                                         | 2008                             | HS215                            | Norwegia                                                                        | Finlandia                                                             | Austria                                                                                    |
| 16 marca                                                         | 2008                             | HS215                            | Gregor Schlierenzauer                                                           | Martin Koch                                                           | Janne Happonen                                                                             |
| 20 marca                                                         | 2009                             | HS215                            | Gregor Schlierenzauer                                                           | Adam Małysz                                                           | Dmitrij Wasiljew                                                                           |
| 21 marca                                                         | 2009                             | HS215                            | Norwegia                                                                        | Polska                                                                | Rosja                                                                                      |
| 22 marca                                                         | 2009                             | HS215                            | Harri Olli                                                                      | Adam Małysz                                                           | Simon Ammann Robert Kranjec                                                                |
| ↓ 21. Mistrzostwa Świata w Lotach Narciarskich ↓                 |                                  |                                  |                                                                                 |                                                                       |                                                                                            |
| 19–20 marca                                                      | 2010                             | HS215                            | Simon Ammann                                                                    | Gregor Schlierenzauer                                                 | Anders Jacobsen                                                                            |
| 21 marca                                                         | 2010                             | HS215                            | Austria                                                                         | Norwegia                                                              | Finlandia                                                                                  |
| ↓ Puchar Świata ↓                                                |                                  |                                  |                                                                                 |                                                                       |                                                                                            |
| 18 marca                                                         | 2011                             | HS215                            | Gregor Schlierenzauer                                                           | Thomas Morgenstern                                                    | Martin Koch                                                                                |
| 19 marca                                                         | 2011                             | HS215                            | Austria                                                                         | Norwegia                                                              | Słowenia                                                                                   |
| 20 marca                                                         | 2011                             | HS215                            | Kamil Stoch                                                                     | Robert Kranjec                                                        | Adam Małysz                                                                                |
| 16 marca                                                         | 2012                             | HS215                            | Robert Kranjec                                                                  | Simon Ammann                                                          | Martin Koch                                                                                |
| 17 marca                                                         | 2012                             | HS215                            | Austria                                                                         | Norwegia                                                              | Niemcy                                                                                     |
| 18 marca                                                         | 2012                             | HS215                            | Martin Koch                                                                     | Simon Ammann                                                          | Robert Kranjec                                                                             |
| 22 marca                                                         | 2013                             | HS215                            | Gregor Schlierenzauer                                                           | Peter Prevc                                                           | Piotr Żyła                                                                                 |
| 23 marca                                                         | 2013                             | HS215                            | Słowenia                                                                        | Norwegia                                                              | Austria                                                                                    |
| 24 marca                                                         | 2013                             | HS215                            | Jurij Tepeš                                                                     | Rune Velta                                                            | Peter Prevc                                                                                |
| 20 marca                                                         | 2015                             | HS225                            | Peter Prevc                                                                     | Jurij Tepeš                                                           | Stefan Kraft                                                                               |
| 21 marca                                                         | 2015                             | HS225                            | Słowenia                                                                        | Austria                                                               | Norwegia                                                                                   |
| 22 marca                                                         | 2015                             | HS225                            | Jurij Tepeš                                                                     | Peter Prevc                                                           | Rune Velta                                                                                 |
| 17 marca                                                         | 2016                             | HS225                            | Peter Prevc                                                                     | Johann André Forfang                                                  | Robert Kranjec                                                                             |
| 18 marca                                                         | 2016                             | HS225                            | Robert Kranjec                                                                  | Peter Prevc                                                           | Johann André Forfang                                                                       |
| 19 marca                                                         | 2016                             | HS225                            | Norwegia                                                                        | Słowenia                                                              | Austria                                                                                    |
| 20 marca                                                         | 2016                             | HS225                            | Peter Prevc                                                                     | Robert Kranjec                                                        | Johann André Forfang                                                                       |
| 24 marca                                                         | 2017                             | HS225                            | Stefan Kraft                                                                    | Andreas Wellinger                                                     | Markus Eisenbichler                                                                        |
| 25 marca                                                         | 2017                             | HS225                            | Norwegia                                                                        | Niemcy                                                                | Polska                                                                                     |
| 26 marca                                                         | 2017                             | HS225                            | Stefan Kraft                                                                    | Andreas Wellinger                                                     | Noriaki Kasai                                                                              |
| 23 marca                                                         | 2018                             | HS240                            | Kamil Stoch                                                                     | Johann André Forfang                                                  | Stefan Kraft                                                                               |
| 24 marca                                                         | 2018                             | HS240                            | Norwegia                                                                        | Niemcy                                                                | Słowenia                                                                                   |
| 25 marca                                                         | 2018                             | HS240                            | Kamil Stoch                                                                     | Stefan Kraft                                                          | Daniel-André Tande                                                                         |
| 22 marca                                                         | 2019                             | HS240                            | Markus Eisenbichler                                                             | Ryōyū Kobayashi                                                       | Piotr Żyła                                                                                 |
| 23 marca                                                         | 2019                             | HS240                            | Polska                                                                          | Niemcy                                                                | Słowenia                                                                                   |
| 24 marca                                                         | 2019                             | HS240                            | Ryōyū Kobayashi                                                                 | Domen Prevc                                                           | Markus Eisenbichler                                                                        |
| ↓ 26. Mistrzostwa Świata w Lotach Narciarskich ↓                 |                                  |                                  |                                                                                 |                                                                       |                                                                                            |
| 20–21 marca                                                      | 2020                             | HS240                            | COVID-19; przeniesione na 11–12 grudnia 2020 r.                                 | COVID-19; przeniesione na 11–12 grudnia 2020 r.                       | COVID-19; przeniesione na 11–12 grudnia 2020 r.                                            |
| 22 marca                                                         | 2020                             | HS240                            | COVID-19; przeniesione na 13 grudnia 2020 r.                                    | COVID-19; przeniesione na 13 grudnia 2020 r.                          | COVID-19; przeniesione na 13 grudnia 2020 r.                                               |
| 11–12 grudnia                                                    | 2020                             | HS240                            | Karl Geiger                                                                     | Halvor Egner Granerud                                                 | Markus Eisenbichler                                                                        |
| 13 grudnia                                                       | 2020                             | HS240                            | Norwegia                                                                        | Niemcy                                                                | Polska                                                                                     |
| ↓ Puchar Świata ↓                                                |                                  |                                  |                                                                                 |                                                                       |                                                                                            |
| 25 marca                                                         | 2021                             | HS240                            | Ryōyū Kobayashi                                                                 | Markus Eisenbichler                                                   | Karl Geiger                                                                                |
| 26 marca                                                         | 2021                             | HS240                            | Karl Geiger                                                                     | Ryōyū Kobayashi                                                       | Bor Pavlovčič                                                                              |
| 27 marca                                                         | 2021                             | HS240                            | silny wiatr; anulowane w połowie pierwszej rundy, wymieniony 28 marca           | silny wiatr; anulowane w połowie pierwszej rundy, wymieniony 28 marca | silny wiatr; anulowane w połowie pierwszej rundy, wymieniony 28 marca                      |
| 28 marca                                                         | 2021                             | HS240                            | Niemcy                                                                          | Japonia                                                               | Austria                                                                                    |
| 28 marca                                                         | 2021                             | HS240                            | Karl Geiger                                                                     | Ryōyū Kobayashi                                                       | Markus Eisenbichler                                                                        |
| 25 marca                                                         | 2022                             | HS240                            | Žiga Jelar                                                                      | Peter Prevc                                                           | Anže Lanišek                                                                               |
| 26 marca                                                         | 2022                             | HS240                            | Słowenia                                                                        | Norwegia                                                              | Austria                                                                                    |
| 27 marca                                                         | 2022                             | HS240                            | Marius Lindvik                                                                  | Yukiya Sato                                                           | Peter Prevc                                                                                |
| 31 marca                                                         | 2023                             | HS240                            | impreza indywidualna przełożona na 1 kwietnia z powodu silnego wiatru           | impreza indywidualna przełożona na 1 kwietnia z powodu silnego wiatru | impreza indywidualna przełożona na 1 kwietnia z powodu silnego wiatru                      |
| 1 kwietnia                                                       | 2023                             | HS240                            | Stefan Kraft                                                                    | Anže Lanišek                                                          | Piotr Żyła                                                                                 |
| 1 kwietnia                                                       | 2023                             | HS240                            | Austria                                                                         | Słowenia                                                              | Norwegia                                                                                   |
| 2 kwietnia                                                       | 2023                             | HS240                            | Timi Zajc                                                                       | Anže Lanišek                                                          | Stefan Kraft                                                                               |
| 22 marca                                                         | 2024                             | HS240                            | Peter Prevc                                                                     | Daniel Huber                                                          | Johann André Forfang                                                                       |
| 23 marca                                                         | 2024                             | HS240                            | Austria 1. Daniel Tschofenig 2. Michael Hayböck 3. Stefan Kraft 4. Daniel Huber | Słowenia 1. Lovro Kos 2. Domen Prevc 3. Timi Zajc 4. Peter Prevc      | Norwegia 1. Robert Johansson 2. Benjamin Østvold 3. Marius Lindvik 4. Johann André Forfang |
| 24 marca                                                         | 2024                             | HS240                            | Daniel Huber                                                                    | Domen Prevc                                                           | Aleksander Zniszczoł                                                                       |
| 28 marca                                                         | 2025                             | HS240                            | Domen Prevc                                                                     | Anže Lanišek                                                          | Ryōyū Kobayashi                                                                            |
| 29 marca                                                         | 2025                             | HS240                            | Austria                                                                         | Niemcy                                                                | Słowenia                                                                                   |
| 30 marca                                                         | 2025                             | HS240                            | Anže Lanišek                                                                    | Domen Prevc                                                           | Andreas Wellinger                                                                          |

     Mistrzostwa Świata w Lotach Narciarskich (Zawody z 1994 roku liczone jednocześnie do Pucharu Świata)

## Rekordziści skoczni
Pełna lista wszystkich rekordów skoczni i świata. W porządku chronologicznym:
| Data          | Zawodnik             | Odległość |
| ------------- | -------------------- | --------- |
| 6 marca 1969  | Miro Oman (premiera) | 135.0 m   |
| 21 marca 1969 | Jürgen Dommerich     | 137,0 m   |
| 21 marca 1969 | Lars Grini           | 146,0 m   |
| 21 marca 1969 | Jiří Raška           | 148,0 m   |
| 21 marca 1969 | Horst Queck          | 149,0 m   |
| 21 marca 1969 | Josef Matouš         | 151.0 m   |
| 21 marca 1969 | Bjørn Wirkola        | 156,0 m   |
| 22 marca 1969 | Jiří Raška           | 156,0 m   |
| 22 marca 1969 | Bjørn Wirkola        | 160,0 m   |
| 22 marca 1969 | Jiří Raška           | 164,0 m   |
| 23 marca 1969 | Manfred Wolf         | 165,0 m   |
| 15 marca 1974 | Walter Steiner       | 169,0 m   |
| 15 marca 1974 | Walter Steiner       | 177,0 m   |
| 18 marca 1977 | Reinhold Bachler     | 169,0 m   |
| 19 marca 1977 | Reinhold Bachler     | 172,0 m   |
| 20 marca 1977 | Bogdan Norčič        | 181,0 m   |
| 17 marca 1979 | Axel Zitzmann        | 179,0 m   |
| 18 marca 1979 | Klaus Ostwald        | 175,0 m   |
| 18 marca 1979 | Klaus Ostwald        | 176,0 m   |
| 15 marca 1985 | Mike Holland         | 186,0 m   |
| 15 marca 1985 | Matti Nykänen        | 187,0 m   |
| 15 marca 1985 | Matti Nykänen        | 191,0 m   |
| 13 marca 1987 | Andreas Felder       | 192,0 m   |
| 14 marca 1987 | Piotr Fijas          | 194,0 m   |
| 23 marca 1991 | André Kiesewetter    | 196,0 m   |
| 17 marca 1994 | Martin Höllwarth     | 196,0 m   |
| 17 marca 1994 | Andreas Goldberger   | 202,0 m   |
| 17 marca 1994 | Toni Nieminen        | 203,0 m   |
| 18 marca 1994 | Christof Duffner     | 207,0 m   |
| 18 marca 1994 | Espen Bredesen       | 209,0 m   |

| Data          | Zawodnik              | Odległość |
| ------------- | --------------------- | --------- |
| 22 marca 1997 | Espen Bredesen        | 210,0 m   |
| 22 marca 1997 | Lasse Ottesen         | 212,0 m   |
| 22 marca 1997 | Dieter Thoma          | 213,0 m   |
| 19 marca 1999 | Martin Schmitt        | 219,0 m   |
| 19 marca 1999 | Martin Schmitt        | 214,5 m   |
| 20 marca 1999 | Tommy Ingebrigtsen    | 219,5 m   |
| 16 marca 2000 | Thomas Hörl           | 224,5 m   |
| 18 marca 2000 | Andreas Goldberger    | 225,0 m   |
| 20 marca 2003 | Adam Małysz           | 225,0 m   |
| 20 marca 2003 | Matti Hautamäki       | 227,5 m   |
| 21 marca 2003 | Veli-Matti Lindström  | 232,5 m   |
| 22 marca 2003 | Matti Hautamäki       | 228,5 m   |
| 23 marca 2003 | Matti Hautamäki       | 231,0 m   |
| 17 marca 2005 | Andreas Widhölzl      | 234,5 m   |
| 20 marca 2005 | Tommy Ingebrigtsen    | 231,0 m   |
| 20 marca 2005 | Bjørn Einar Romøren   | 234,5 m   |
| 20 marca 2005 | Matti Hautamäki       | 235,5 m   |
| 20 marca 2005 | Bjørn Einar Romøren   | 239,0 m   |
| 20 marca 2005 | Janne Ahonen          | 240,0 m   |
| 20 marca 2015 | Michael Hayböck       | 241,5 m   |
| 20 marca 2015 | Michael Hayböck       | 242.0 m   |
| 20 marca 2015 | Peter Prevc           | 248,5 m   |
| 16 marca 2016 | Tilen Bartol          | 252,0 m   |
| 25 marca 2017 | Robert Johansson      | 250,0 m   |
| 25 marca 2017 | Stefan Kraft          | 251,0 m   |
| 25 marca 2017 | Kamil Stoch           | 251,5 m   |
| 22 marca 2018 | Gregor Schlierenzauer | 253,5 m   |
| 24 marca 2019 | Ryōyū Kobayashi       | 252,0 m   |
| 30 marca 2025 | Domen Prevc           | 254,5 m   |

     Rekord świata z upadkiem lub podpórką
     Rekord skoczni z upadkiem lub podpórką

## Pozostałe rekordy
- Po raz pierwszy w historii zostały przeprowadzone Mistrzostwa Świata w Lotach Narciarskich na tej skoczni w 1972 roku.
- Pomiędzy 80 tys. kibiców zgromadziło się w czasie sobotniego konkursu Mistrzostw Świata w Lotach Narciarskich w roku 1985, co jest największą widownią pojedynczego konkursu Mistrzostw Świata w Lotach Narciarskich w historii.
- 17 marca 1994 roku Andreas Goldberger osiągnął 202 m, zostając pierwszym człowiekiem w historii, który skoczył ponad 200 metrów; skoku nie uznano, ponieważ Goldberger podparł skok przy lądowaniu.
- 17 marca 1994 roku Toni Nieminen osiągnął 203 m ustając skok bez podpórki i oficjalnie został pierwszym człowiekiem w historii, który skoczył ponad 200 metrów.
- 22 marca 1997 roku na skoczni zgromadziło się 70 tys. kibiców, co jest największą widownią pojedynczego konkursu Pucharu Świata.
- 18 marca 2000 roku, po raz pierwszy w historii został przeprowadzony konkurs Drużynowego Pucharu Świata w Lotach Narciarskich.
- 28 oficjalnych rekordów było ustanawianych na tej skoczni.
- 14 nieuznanych rekordów świata (przez upadek, podpórkę przy lądowaniu) było ustanawianych na tej skoczni.
- 7-krotnie zorganizowano Mistrzostwa Świata w Lotach Narciarskich.
- 41-krotnie zorganizowano indywidualne konkursy Pucharu Świata w Lotach Narciarskich.
- 14-krotnie zorganizowano drużynowe konkursy Pucharu Świata w Lotach Narciarskich.
- 22 marca 2018 Gregor Schlierenzauer osiągnął odległość 253,5 metra, ale podparł skok.

## Skocznia w kulturze

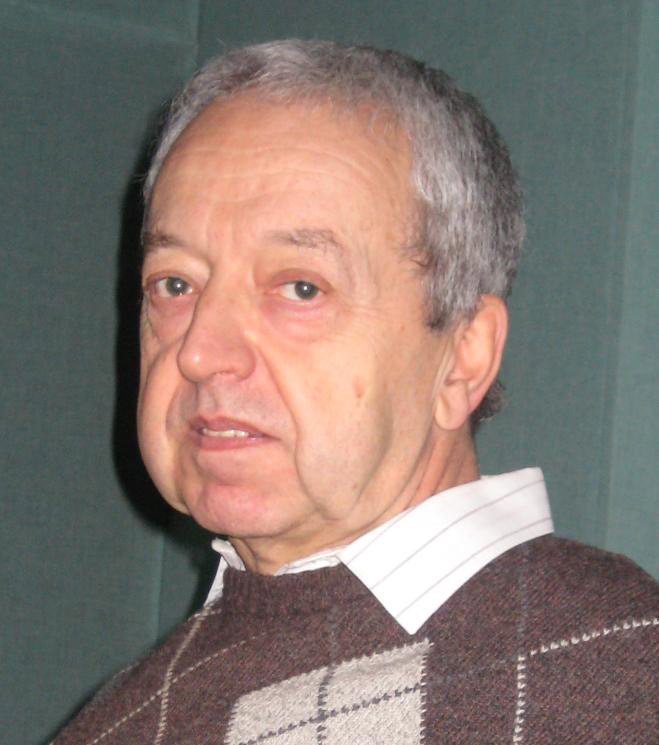
Jani Golob, słoweński kompozytor, napisał utwór instrumentalny w zwolnionym tempie w 1997 roku.

- „Planiške fanfare” (1954) – dżingiel z muzyką intro i outro, został napisany przez słoweńskiego kompozytora Bojana Adamiča specjalnie na konkurs w Planicy 1954.[32] Uroš Krek, inny słoweński kompozytor, napisał drugą wersję trzy lata później[33][34].
- „Planica, Planica” (1979) – to piosenka słoweńskiego zespołu Ansambel bratov Avsenik, zagrana po raz pierwszy 15 marca na otwarciu Mistrzostw Świata w Lotach Narciarskich 1979. Muzykę napisał Slavko Avsenik, a teksty na nowo napisał Marjan Stare. Ale to właściwie samplowany utwór, który Avsenik wydał w 1965 roku pod roboczym tytułem „Na morje, na morje”, później przemianowanym na „Smučarska”, do którego tekst został napisany przez Ferry Souvan[35][36][37].
- „Andromeda” (1980) – Piosenka napisana i wykonana przez Mihę Kralja, pioniera słoweńskiej muzyki elektronicznej, została wybrana przez reżysera telewizyjnego Planicy Stane’a Škodlara i została odtworzona w zwolnionym tempie w latach 1985–1994.[38][39]
- „Slow Motion Replays” (1997) – Na prośbę Stane’a Škodlara, ówczesnego i długoletniego reżysera telewizyjnego Planicy, słoweński kompozytor Jani Golob napisał prawie dwie minuty instrumentalne do powtórek w zwolnionym tempie w 1997 roku. Planowano grać i nagrywać również z orkiestrą, dla której pisał (Golob) nuty, ale sesja nagraniowa nie została zrealizowana[31].